# Negatív Zóna
A Negatív Zóna egy kitalált dimenzió a Marvel Comics képregényeiben mely először a Fantastic Four 51. számában jelent meg 1966 júniusában. A Negatív Zóna voltaképpen a mi világegyetemünkkel párhuzamos létező másik univerzum. Egyik sajátossága, hogy a bolygóközi teret vákuum helyett légzésre alkalmas levegő tölti ki. A Zóna ritkán lakott terület, ezért hatalmas erővel bíró hódítói már nem egyszer megkísérelték leigázni a Földet, hogy gyarapítsák alattvalóik lélekszámát. A legutóbbi, és egyben legnagyobb támadás a Negatív Zónából Annihilus vezetésével történt, mely során Megsemmisítő Hulláma kis híján  eltörölte a galaktikus civilizációkat.
A Negatív Zóna kiterjedése egyre csökken, a mi világegyetemünk tágulásával arányosan.